# Andrew Niccol
Andrew Niccol (Paraparaumu, 10. lipnja 1964.) novozelandski je filmski redatelj, producent, scenarist i pisac. Godine 1999. nominiran je za Oscara u kategoriji najboljeg originalnog scenarija za film Trumanov show, a za isti je scenarij dobio nagradu BAFTA-e.

## Najpoznatija djela
- Gattaca (1997., redatelj i scenarist)
- Trumanov show (1998., scenarist i producent)
- S1m0ne, (2002., redatelj, scenarist i producent)
- Gospodar rata (2005., redatelj i scenarist)

## Vanjske poveznice
- Andrew Niccol u internetskoj bazi filmova IMDb-u (engl.)